# Крутихинский сельсовет (Курганская область)
Крути́хинский сельсове́т — муниципальное образование со статусом сельского поселения в Далматовском районе Курганской области Российской Федерации.
Административный центр — село Крутиха.

## История
В соответствии с Законом Курганской области от 6 июля 2004 года № 419 сельсовет наделён статусом сельского поселения.

## Население
| 1989 | 2002  | 2010  | 2012 | 2013 | 2014 | 2015 |
| ---- | ----- | ----- | ---- | ---- | ---- | ---- |
| 1335 | ↘1264 | ↘1003 | ↘947 | ↘868 | ↘828 | ↘821 |
| 2016 | 2017  | 2018  | 2019 | 2020 |      |      |
| ↘812 | ↘788  | ↘771  | →771 | ↘748 |      |      |

## Состав сельского поселения
| № | Населённый пункт | Тип населённого пункта       | Население |
| - | ---------------- | ---------------------------- | --------- |
| 1 | Загайнова        | деревня                      | 196       |
| 2 | Крутиха          | село, административный центр | ↘807      |